# Pandaan
Pandaan ist eine Stadt im Osten der Insel Java in Indonesien. Der Distrikt (kecamatan) Pandaan liegt im Regierungsbezirk Pasuruan in der Provinz Jawa Timur und zählt circa 110.000 Einwohner (2021).

## Verwaltungsgliederung
Pandaan untergliedert sich in 14 Desa und 4 Kelurahan.

## Demographie
2021 lebten in Pandaan 110.536 Menschen, davon 55.208 Frauen und 55.328 Männer. Die Bevölkerungsdichte beträgt 2468 Personen pro Quadratkilometer. 97,6 Prozent der Einwohner sind Muslime, 1,4 Prozent Protestanten, 0,8 Prozent Katholiken, 0,1 Prozent Buddhisten und 0,1 Prozent Hindus.

## Muhammad Cheng Hoo Moschee
Im Jahr 2003 wurde durch den damaligen indonesischen Präsidenten Gus Dur der Grundstein für die Muhammad Cheng Hoo Moschee in Pandaan gelegt. Die im Jahr 2008 eingeweihte Moschee ist eine von wenigen Moscheen in Indonesien, die nach dem chinesischen Admiral Zheng He benannt wurde. Andere bekannte nach dem Admiral benannte Moscheen befinden sich in Palembang und Surabaya. Seit der Eröffnung ist die im chinesischen Stil erbaute Moschee ein Besuchermagnet für Pilger aus ganz Indonesien.